# 馬納奇尼夫卡
49°58′27″N 34°5′34″E / 49.97417°N 34.09278°E
馬納奇尼夫卡（烏克蘭語：Маначинівка），是烏克蘭中部的村莊，隸屬波爾塔瓦州的米爾霍羅德區。該村處於普肖爾河左岸，距離科韋爾季納巴爾卡1公里，海拔高度145米，2001年人口59。